# كاريل ألبرز
كاريل ألبرز (بالهولندية: Karel Aalbers)‏‏ (28 يونيو 1949 - ) رائد أعمال من مملكة هولندا.